# Hymiskviða

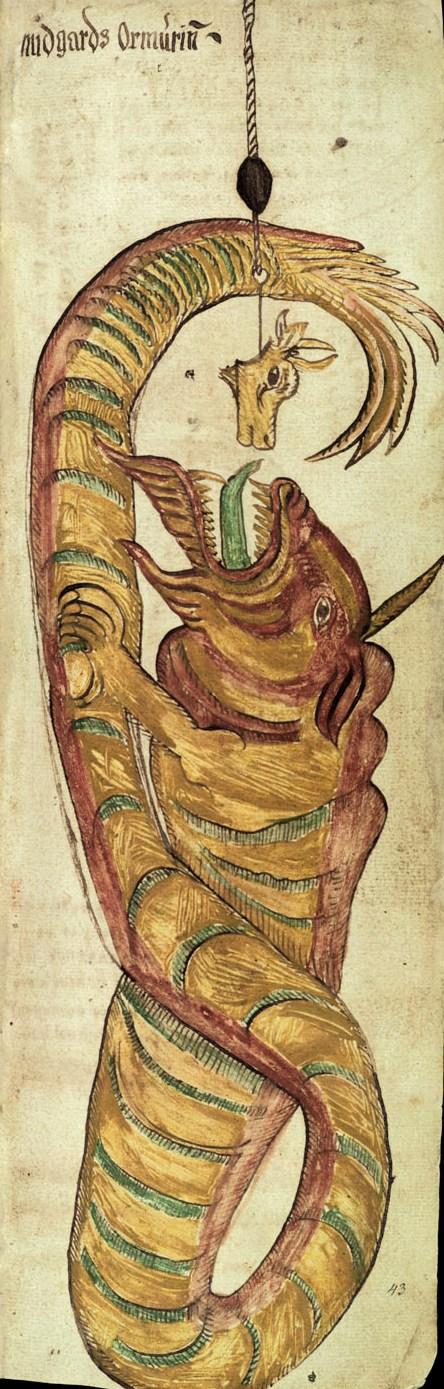
Ilustración de un manuscrito del de la serpiente Jörmungandr cuando casi es atrapada por Thor.

Hymiskviða (Poema de Hymir; también Hymiskvitha, Hymiskvidha o Hymiskvida) es uno de los poemas éddicos. Su contenido es algo confuso pero se puede resumir más o menos como sigue.
Los Æsir visitan a Ægir y encuentran que dado que tenía una gran cantidad de calderos debía ser su anfitrión de ahí en más. Ægir tuvo que aceptar, pero puso como condición que le llevaran un caldero lo suficientemente grande como para entibiar la hidromiel para todos a la vez. Eso representaba un problema, hasta que Tyr recuerda un caldero particularmente grande en posesión de su padre, Hymir (esto es extraño, porque en otras circunstancias se dice que Tyr es hijo de Odín). Entonces los Æsir se pusieron en marcha. Finalmente encuentran la morada de Hymir, donde Thor come tanto que Hymir y sus huéspedes deben ir a pescar. El poema luego cuenta la historia de como Thor casi pesca a Jörmungandr, algo que también es contado en la Edda prosaica. Thor muestra su fuerza, pero Hymir se burla de él y le dice que si no puede romper su cáliz no debería considerarse fuerte. El cáliz era mágico y solo podía romperse si era arrojado a la cabeza de Hymir. Thor que sabía esto arroja el cáliz y lo parte en la cabeza del gigante. Hymir queda enfadado pero le dice que puede llevarse el caldero y partir. Luego sigue la obligatoria matanza de hordas de gigantes, con lo cual los Æsir parten con el caldero y de ahí en más siempre beben hasta saciarse en la residencia de Ægir (o al menos hasta Lokasenna).
El poema contiene fragmentos de varios mitos. Hay poca estructura y las escenas se suceden en un orden lógico bastante dudoso. Algunas de las alusiones no se conocen de otras fuentes y contiene un número inusualmente alto de kenningars para ser un poema éddico.